# Henry Barakat
Henry Antoun Barakat (en árabe, |هنري أنطون بركات) Shubra, 11 de junio de 1914 – El Cairo, 27 de mayo de 1997) fue un director de cine egipcio. De descendencias siriolbanesa, su padre era el Dr. Antoun Barakat, un reconocido cirujano que recibió el título de Beik del Rey. Dirigió algunos de los más famosos films del cine egipcio.

## Filmografía
| Año  | Título en inglés              | Título en árabe          |
| ---- | ----------------------------- | ------------------------ |
| 1942 | If I Were Rich                | Law kunt ghani           |
| 1942 | The Suspect                   | El-Muttahama             |
| 1942 | The Wanderer                  | El-charid                |
| 1944 | What Madness!                 | Imma guinan              |
| 1945 | This Was My Father's Crime    | Haza ganahu abi          |
| 1945 | The Heart Has Its Reasons     | El-qalb louh wahid       |
| 1947 | The Lady                      | El-Khanum                |
| 1947 | The Love of My Life           | Habib al omr             |
| 1948 | Duty                          | El-Wajeb                 |
| 1948 | Quiet Nights                  | Sagua el lail            |
| 1948 | Punishment                    | el-Ikab                  |
| 1949 | Little Miss Devil             | Afrita Hanem             |
| 1950 | Shore of Love                 | Shati el Gharam          |
| 1950 | Just My Luck!                 | Maalesh ya zahar         |
| 1951 | The Count of Monte Cristo     | Amir el antikam          |
| 1951 | Flowers of Love               | Ward el gharam           |
| 1952 | From One Heart to Another     | Min al kalb al kalb      |
| 1952 | Don't Tell Anyone             | Ma takulshi la hada      |
| 1952 | Immortal Song                 | Lahn al khouloud         |
| 1952 | Love Has No Remedy            | Amal-el hawa malush      |
| 1953 | I Fear for My Child           | Kalbi ala waladi         |
| 1953 | The Rule of Time              | Hukum el zama            |
| 1953 | A Father's Mistake            | Ghaltet ab               |
| 1953 | I Am Alone                    | Ana wahdi                |
| 1954 | The Love Message              | Ressalet gharam          |
| 1954 | With You Forever              | Daiman maak              |
| 1954 | I Am Love                     | Ana el hub               |
| 1955 | Pity My Tears                 | Irham demoui             |
| 1955 | It Happened One Night         | Hadassa zata laila       |
| 1955 | Days and Nights               | Ayyam wa layali          |
| 1956 | The Story of My Love          | Kusset hubi              |
| 1956 | Appointment with Love         | Mawad gharam             |
| 1957 | Girls of Today                | Banat el yom             |
| 1958 | I'll See You                  | Hatta naltaki            |
| 1959 | I Have No One But You         | Malish gherak            |
| 1959 | Have Pity on My Love          | Irham hubbi              |
| 1959 | The Nightingale's Prayer      | Doaa al-Karawan          |
| 1959 | Hassan and Nayima             | Hassan wa Nayima         |
| 1961 | Love Beach                    | Shatie el hub            |
| 1961 | There Is a Man in Our House   | Fi baitina rajul         |
| 1962 | A Day Without Tomorrow        | Yomun bala ghaden        |
| 1963 | Silken Chains                 | Salassel min harir       |
| 1963 | The Open Door                 | El-Bab el maftuh         |
| 1964 | The Crafty One                | Amir el dahaa            |
| 1965 | The Sin                       | Al Haram                 |
| 1966 | It Happened During My Life    | Shaia fi hayati          |
| 1966 | Safar Barlek                  |                          |
| 1966 | The Wedding Night             | Lailat el zafaf          |
| 1967 | Fille du gardien              | Bint El-Harass           |
| 1968 | Three Women                   | Thalath Nesa             |
| 1969 | The Big Love                  | al-Hob al kabir          |
| 1971 | Thin Thread                   | al-Kheit al rafeigh      |
| 1971 | Witch                         | Sahira                   |
| 1973 | A Woman with a Bad Reputation | Imra'a Saye'af Al-Somaa  |
| 1975 | A Sweet Melody                | Nagm fi hayati           |
| 1975 | My Lover                      | Habibati                 |
| 1977 | Mouths and Rabbits            | Afwah wa araneb          |
| 1979 | No Consolation for Women      | Ualla azae lel sayedat   |
| 1984 | The Capture of Fatma          | Leilet al quabd al Fatma |
| 1991 | Wicked Game                   | Loubat El Ashrar         |
| 1992 | The Accused                   | El-Mottahama             |